# Староникольское (Воронежская область)
Старонико́льское — село в Хохольском районе Воронежской области
Административный центр Староникольского сельского поселения. Имеет также местное название Матрёнки.

## История
Село Староникольское Хохольского района основано служивыми людьми в начале второй половины XVII века. Известно, что когда возникло Семидесятное (1667 год), Староникольское уже было и считалось селом. Сохранились данные 1676 года. Из них видно, что Никольское (так называлось село) имело 35 дворов. Была здесь часовня, в которой службу вёл приходской поп из села Гремячье.
В 1671 году из села Костёнки в Воронеж был отправлен недобранный хлеб с «семидесяти дворов» (с. Семидесятное). В документе говорится, что некто Сергей Теребунский с товарищами — жителями села Никольское — дали ручательства за Василия Степанова, которого посылали к «хлебному приёму» (такой вид наказания). как видим, в документе упоминается село Никольское, как более главное и, вероятно, более старое. Это одно.
Другое — существовали небольшие экономические взаимоотношения между расположенными близко друг от друга селами.
По версии, название села произошло от часовни и от позднее построенной здесь церкви, которые освящались в честь святого Николы-Чудотворца. Десятилетиями церковь была центром культуры, обычаев и обрядов селян. (26 июня 1982 года раздался мощный взрыв, не стало в селе церкви. И оно словно осиротело.)
Прибавка «Старо» возникло в XIX веке в связи с появлением поблизости сёл — Верхненикольского и Никольского-на-Еманче.

## Школа
Имеется единственная школа под названием МКОУ «Староникольская СОШ», в которой обучаются 142 ученика.